# オオオニバス属
オオオニバス属（オオオニバスぞく、学名: Victoria）は、被子植物のスイレン科に属する水生植物の属の1つである。子供が乗ることができるほどの巨大な葉（ときに直径3メートルに達する）を水面に浮かべることで知られている。南米のアマゾン川やパラナ川流域に生育し、また植物園などでしばしば栽培される。属名の Victoria はイギリスのビクトリア女王にちなんでいる。オオオニバス属にはオオオニバスとパラグアイオニバスの2種が知られていたが、2022年に第3の種として Victoria boliviana が記載された。なお和名に「ハス」とつくが、ハス（ハス科）とは縁が遠い。
水底の地下茎から、水面に向けて長い葉柄や花柄を伸ばす（図1）。水面に浮かぶ葉（浮水葉）は円形で縁が立ち上がって「たらい状」になっている。花は大きく、らせん状に配置した多数の花弁と雄しべをもち、2日開閉と発熱を繰り返す。1日目の夕方に開花した花は白色で強い匂いを放ち、送粉者であるコガネムシ科の甲虫を誘引する。翌日花は閉じて送粉者を閉じ込め、匂いを失って花色はピンク色に変わる。2日目の夕方に花は再び開花し、花粉をつけた送粉者を解き放つ。

## 特徴
基本的に比較的短命の多年生水生植物であるが、条件によって一年生となる。水底の地下茎は直立し、不定根が生じている。地下茎から浮水葉の長い葉柄が生じ、葉身を水面に浮かべる浮葉植物である（下図2a）。浮水葉の葉柄には多数の刺が生えており（下図2a, c）、内部には通気道がある。葉柄は葉身の裏面中央付近についている（楯状）（下図2c）。水位が上昇すると、葉柄が伸びて葉身は水面上に維持される。葉身は円形で直径2–3メートル (m) に達し、ふつう縁が立ち上がって"たらい状"になっている（上図1、下図2a, b）。この縁の存在によって、オオオニバス属の葉は物理的強度を増し、他の浮葉植物を押しのけ、また葉が重なることを防いでいる。葉には水が貯まらないように、葉縁の2カ所にスリットがあり（下図2a, b）、また微小な孔 (stomatode) が多数あいている。葉の表面は刺を欠き、緑色でクチクラ層が発達している。葉の裏面は赤色や紫色を帯び、葉脈部が隆起して多数の区画が形成され、空気を貯めて浮力を生じると共に、巨大な葉を支持する物理的強度を与えている（下図2c）。また葉脈突出部には鋭い刺が生えており、競争者や植食者に対する防御となっている。葉は内巻の状態で水面に生じて（下図2a）水面上で急速に展開し、1日で20–60センチメートル (cm) 広がる。
花は大きく（大きなものは直径 30 cm 以上になる）、地下茎から生じた長い花柄の先端に1個ずつつき、水上で開花する（上図2a, d）。葉柄と同様、花柄にも多数の刺が生えており、内部には通気道がある（上図2a）。花は2日開閉を繰り返し、雌性先熟である（下記参照）。萼片は4枚、花弁は約40–100枚がらせん状についている。花弁は外側のものから内側のものにかけて、次第に小さく、先端が丸いものから尖ったものに変化する。花弁は開花1日目は白色だが（上図2d, 下図3c）、2日目にはピンク色を帯びる（下図3d）。雄しべは100個以上、最外部と最内部は仮雄しべ（花粉をつくらない雄しべ）となっている。心皮は多数、合着して1個の雌しべを構成している。雌しべの柱頭周囲にはL字型の偽柱頭 (pseudostigma, carpellary appendage) とよばれる突起があり、柱頭を覆っている。子房下位であり、子房は横断面では多数の部屋に分かれ、表面は多数の刺で覆われている。
花は花後に水中に没し、果実になる。果実はトゲで覆われ液果状であり、直径 10–15 cm、成熟後に不規則に崩壊し、多数の種子を放出する。種子は球形から楕円形、長径 9–17 mm、仮種皮で覆われ、水面を浮遊して散布された後に沈む。条件によって、種子はすぐに発芽する場合もあるし、次の雨期に発芽することや、数年間休眠することもある。

## 分布・生態
オオオニバス属の3種は全て南米に分布し、オオオニバスはアマゾン川流域（ブラジル、ガイアナ、コロンビア、ペルー、ボリビア）、V. boliviana はマモレ川（となりのベニ川にも分布することが示唆されている）、パラグアイオニバスはより南部のパラナ川やパラグアイ川流域（アルゼンチン、パラグアイ、ブラジル南部など）から報告されている。オオオニバス属の種は、流域のよどみや湖沼、雨期に形成された一時的な氾濫原などに見られる（下図3a, b）。
花は夜に開花し、2日開閉を繰り返す。1日目の花は白く、強い匂いを発し、また熱を生じる（上図3c）。送粉者であるコガネムシ科の甲虫、特にコガネカブト属 (Cyclocephala) が花に集まる。1日目の花は雌性期であり、雌しべは成熟しており花粉を受け入れるが、雄しべは成熟しておらず花粉は放出されない。花は朝までに閉じて送粉者を閉じ込め、匂いも失う。デンプンに富む花の一部（偽柱頭）が送粉者の餌となり、また花の中は送粉者の交尾の場となる。2日目になると花弁はピンク色になり、雌しべが受粉能を失うと共に雄しべが花粉を放出する雄性期になる（上図3d）。雄性期の花は夜に再び発熱して開花し、花粉をつけた送粉者を解き放ち、この送粉者が雌性期の花（1日目の花）を訪れることで他家受粉が成立する。ただし、おそらく自家和合性をもつ。

## 人間との関わり
オオオニバス属の種は、観賞用として植物園などで栽培されている（下図4a）。大型になったオオオニバスやパラグアイオニバスの葉は浮力が強く、子供を葉の上に乗せるといったイベントが開かれることもある（下図4b）。
オオオニバス属のオオオニバスとパラグアイオニバスを交配した雑種も作出されている。オオオニバスを花粉親とする Victoria 'Longwood Hybrid'（'ロングウッド・ハイブリッド'）は雑種強勢を示し、丈夫であるため、植物園で栽培されていることがある（上図4c）。逆の組み合わせの雑種形成は成功していない。また'ロングウッド・ハイブリッド'どうしを交配して得られたものは 'Adventure'、パラグアイオニバスと戻し交雑したものは 'Challenger'、オオオニバスと戻し交雑したものは 'Discovery' とそれぞれよばれる。さらに 'Adventure' とパラグアイオニバスを交雑したものは 'Columbia'、オオオニバスと交雑したものは 'Atlantis' とそれぞれよばれる。ただしこれらの'ロングウッド・ハイブリッド'由来の2代目以降の雑種は雑種強勢を示さないため、展示用にはふつう1代目の雑種（'ロングウッド・ハイブリッド'）が利用される。
オオオニバス属の種子はデンプンに富み、食用に利用されることもある。

## 系統と分類
オオオニバス属はオニバス属 (Euryale) に近縁であり、両属は姉妹群の関係にある。この系統群（オオオニバス属 + オニバス属）はオニバス科としてスイレン科とは分けられたこともある。しかし分子系統学的研究からは、オオオニバス属 + オニバス属の系統群は明らかにスイレン科に属すことを示しており、さらにスイレン属の中に含まれることが示唆されている。そのため、分類学的にオオオニバス属の種をスイレン属に移すことも提唱されている。
オオオニバス属には、オオオニバスとパラグアイオニバス、V. boliviana の3種が知られている（表1, 2）。オオオニバスは1832年にオニバス属の新種として記載されたが (Euryale amazonica)、後に新属 (Victoria) に移された。また1840年には、オオオニバス属の種としてパラグアイオニバスが記載され、さらに2022年に、第3の種として V. boliviana が報告された。この3種の間には、下表1に示したような差異がある。系統的には、パラグアイオニバスと V. boliviana が極めて近縁であることが示されている（図5）。分子系統解析に基づく分岐年代推定では、オオオニバスが他と分かれたのが約500万年前、パラグアイオニバスと V. boliviana が分かれたのは約110万年前と推定されている。

| 種                   | オオオニバス                                    | V. boliviana                                    | パラグアイオニバス                                           |
| -------------------- | ----------------------------------------------- | ----------------------------------------------- | ------------------------------------------------------------ |
| 葉                   | 最大直径 2.3 m                                  | 最大直径 3.2 m                                  | 最大直径 2.4 m                                               |
| 葉の縁               | 葉の直径の0–7%ほど立ち上がる あずき色または緑色 | 葉の直径の5–7%ほど立ち上がる あずき色または緑色 | 葉の直径の8–10%ほど立ち上がる 緑色またはややあずき色を帯びる |
| 葉のトリコーム長     | 0.3–12 mm                                       | 1.2–3 mm                                        | 1–3 mm                                                       |
| つぼみ（花芽）の先端 | くびれない                                      | くびれない                                      | わずかにくびれる                                             |
| 萼の背軸面           | 褐色からあずき色、刺多（全体）                  | 緑色からあずき色、刺なしまたは少（全体）        | 緑色からあずき色、刺なしまたは少（基部のみ）                 |
| 1日目の花の内側花弁  | 暗紅色からあずき色                              | 白色                                            | 白色                                                         |
| 子房上の刺           | しだいに尖る、長さ2–21 mm                       | 急に尖る、長さ1–10 mm                           | 急に尖る、長さ1–22 mm                                        |
| 偽柱頭の形態         | 上部 ≦ 下部                                     | 上部 > 下部                                     | 上部 < 下部                                                  |
| 胚珠数/心皮          | 20–28                                           | 8–14                                            | 20–25                                                        |
| 種子                 | 楕円形、7–8 × 9–10 mm                           | 球形、12–13 × 16–17 mm                          | 球形、8–9 × 9–10 mm                                          |
| 染色体数             | 2n = 20                                         | 2n = 24                                         | 2n = 24                                                      |
| 分布                 | アマゾン川流域                                  | マモレ川                                        | パラナ川、パラグアイ川                                       |

| 表2. オオオニバス属の分類体系 - オオオニバス属 Victoria R.H.Schomb. (1837) = Victoria Lindl., 1837; Victoria J.E.Gray, 1837 - オオオニバス Victoria amazonica (Poepp.) Klotzsch (1847) = Euryale amazonica Poepp., 1832; Victoria regia Lindl. (1838); Victoria regina R.H.Schomb. (1837); Victoria regina J.E.Gray (1837) など - パラグアイオニバス Victoria cruziana Orb. (1840) = Victoria regia var. cruziana (Orb.) G. Lawson (1889); Euryale brasiliana Steud (1840); Euryale policantha Rojas Acosta (1897); Euryale bonplandia Rojas Acosta (1897) など - Victoria boliviana Magdalena & L.T.Sm. (2022) |

## ギャラリー

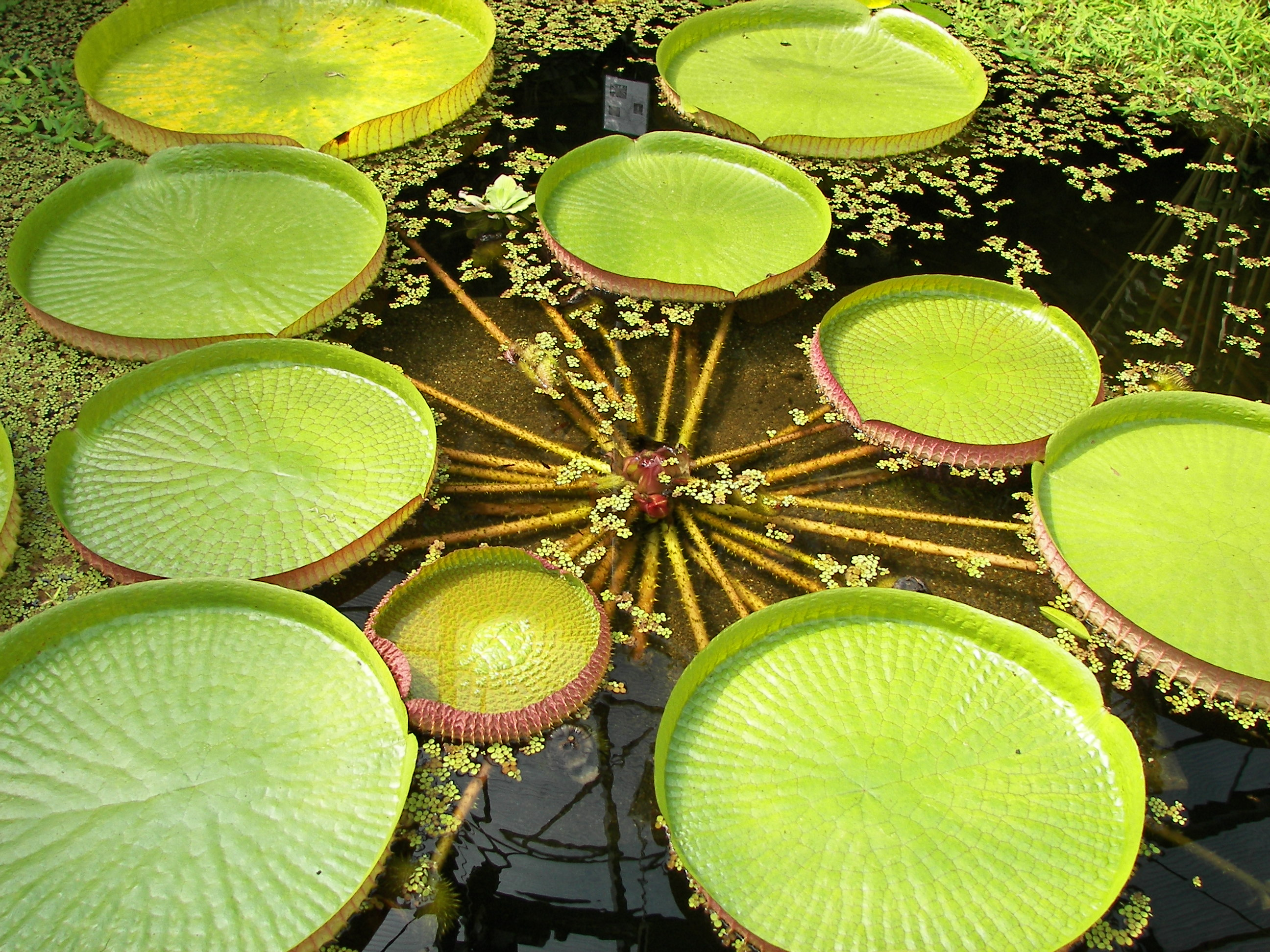
オオオニバス
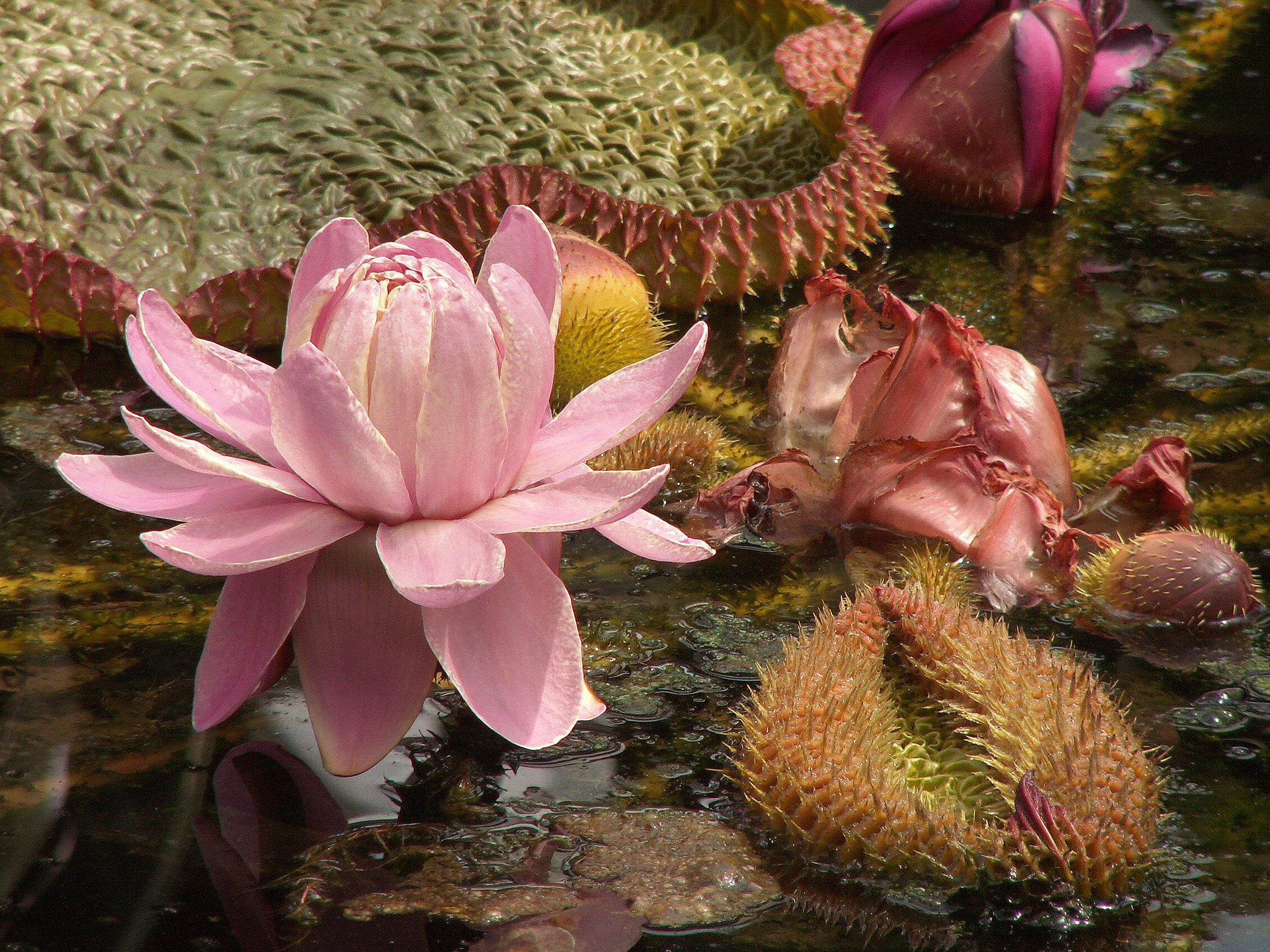
オオオニバス
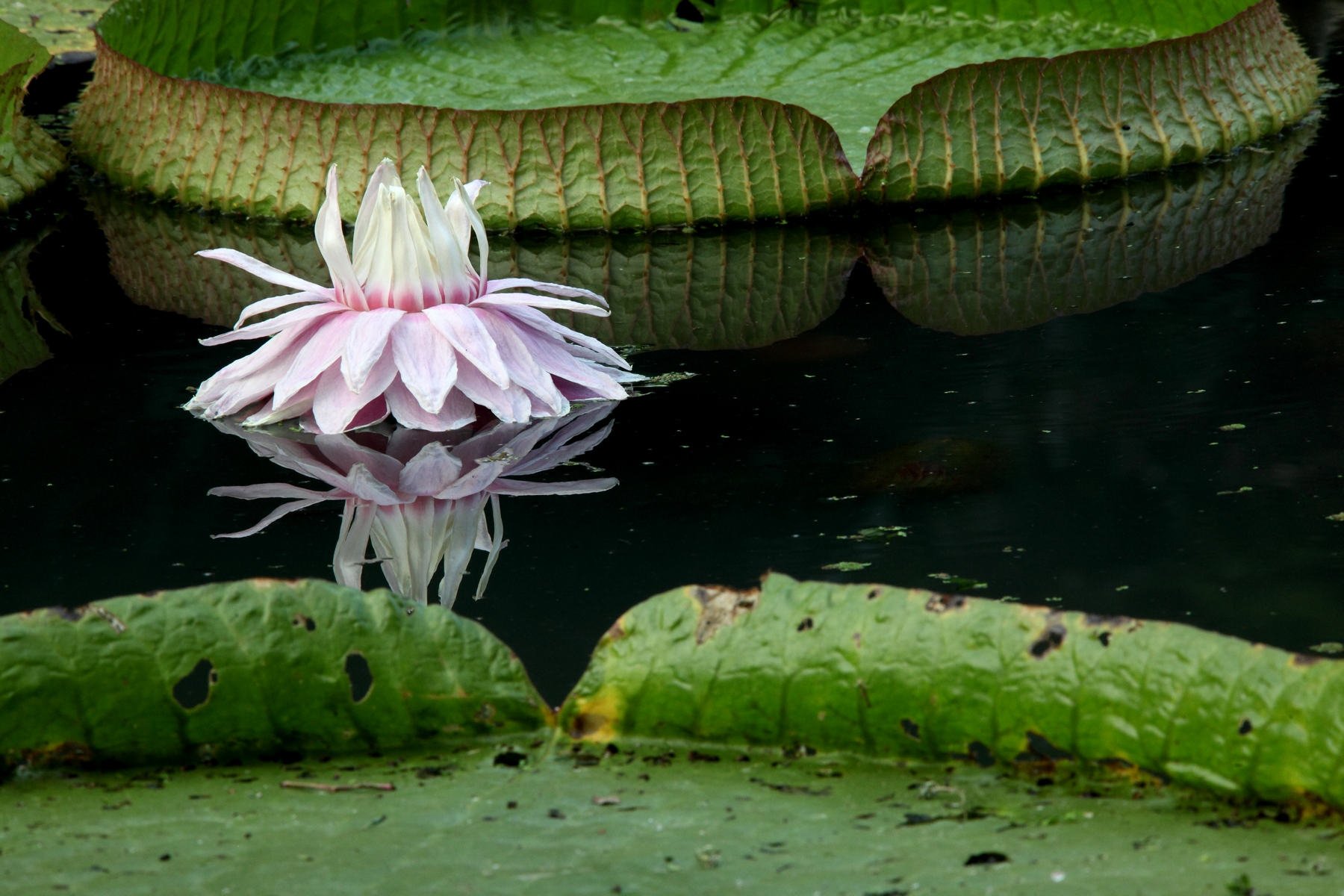
パラグアイオニバス
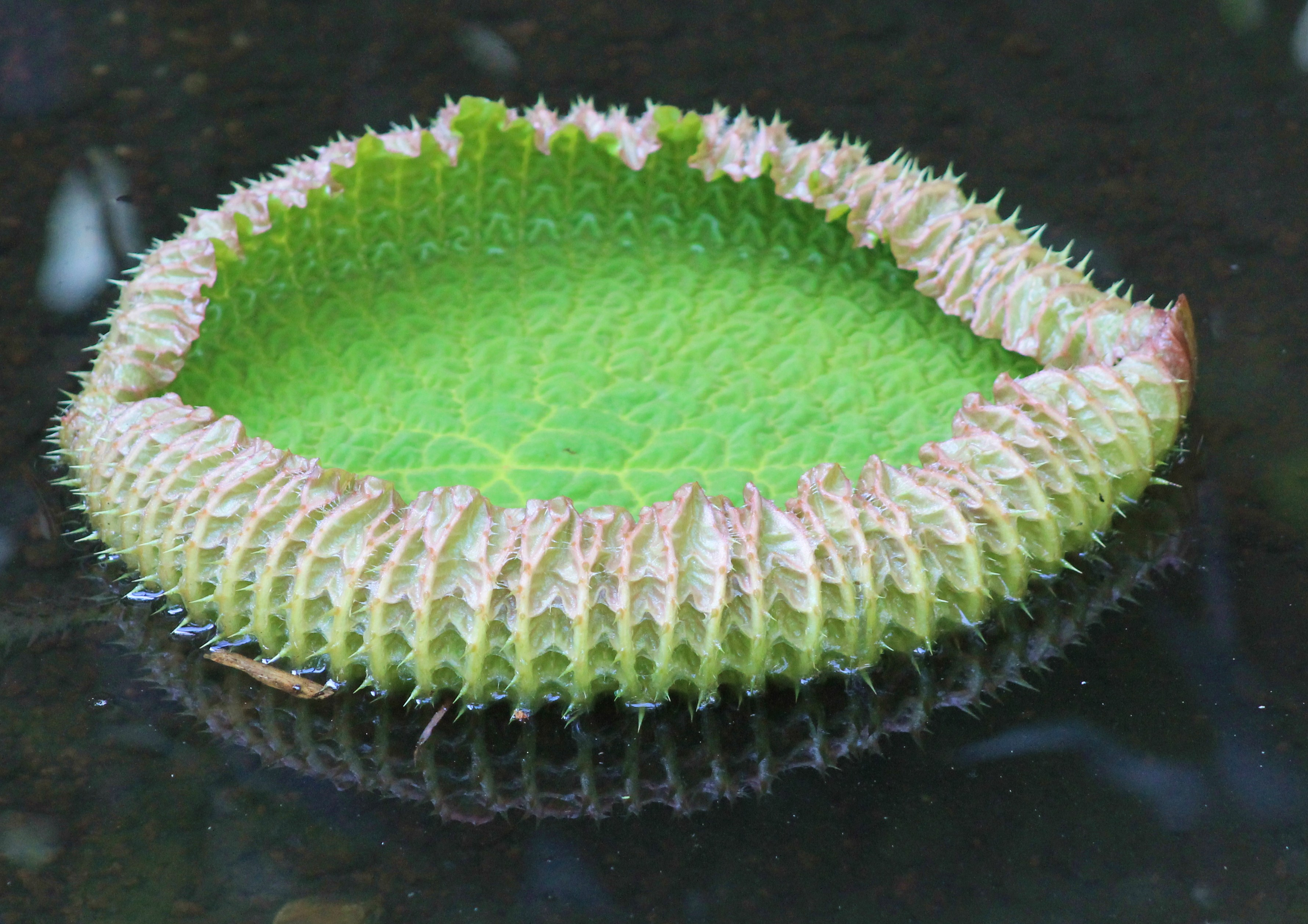
パラグアイオニバス
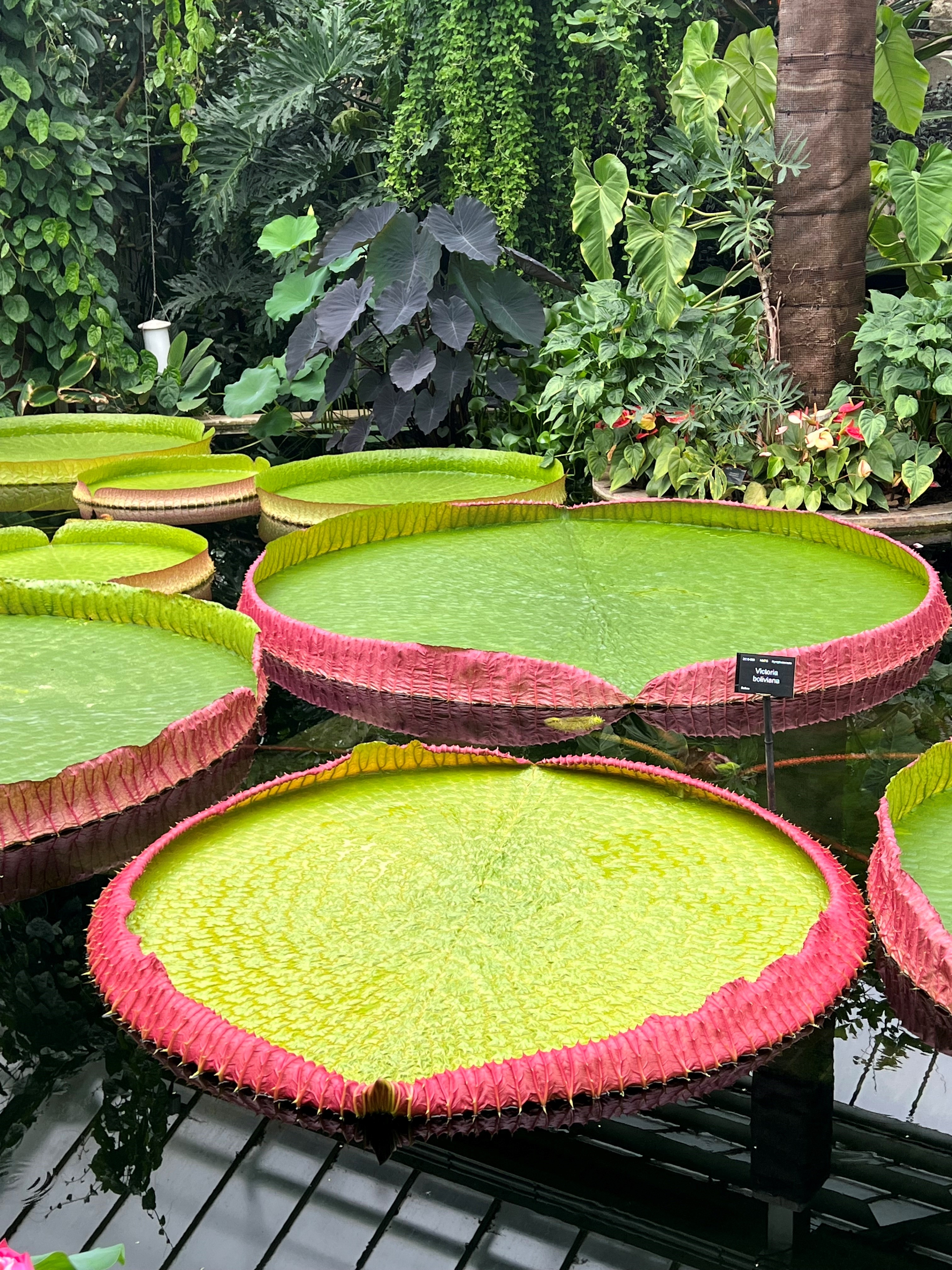
Victoria boliviana